# 축구의 사회학
《축구의 사회학(Football: a sociology of the global game)》은 스코틀랜드 애버딘 대학의 사회학 교수 리처드 줄리아노티(Richard Giulianotti) 교수의 대표적인 축구 관련 저서로 축구를 사회학적인 관점에서 기술하였다.
이 책에는 축구의 역사와 함께 축구 팬들의 문화와 행동 양식, 축구와 관련한 역사적 사건, 축구를 통해 나타난 사회학적인 현상을 함께 기술하고 있다.

## 목차
1. 축구의 본질: 글로벌 게임의 역사적, 사회적 기초
2. 20세기의 스포츠: 축구, 계급 그리고 국가
3. 팬문화: 유럽과 라틴아메리카의 경기에 대한 열정
4. 축구장: 감정적 결합과 사회적 통제
5. 승리의 대가: 축구의 경제학과 TV 혁명
6. 축구선수: 지역의 영웅에서 국제 스타로
7. 승리의 목적은 무엇인가? 축구, 과학, 전술 그리고 미학
8. 플레이의 문화정치학: 인종, 젠더 그리고 포스트팬멘탈리티

## 리처드 줄리아노티의 축구 관련 저서들
- Football, Cultures and Identities
- Football Culture: Iocal conflicts, global visions
- Entering the Field: new perspectives on world football
- Football Violence and Social Identity
- Game without Fronties: football, identity and modernity